# 森田洋平
森田 洋平（もりた ようへい）は、日本の物理学者（高エネルギー物理学）。学位は理学博士（筑波大学・1989年）。沖縄科学技術大学院大学学術連携推進シニアマネジャー。
筑波大学準研究員、日本学術振興会特別研究員、高エネルギー物理学研究所助手、高エネルギー加速器研究機構広報室助教授、沖縄科学技術大学院大学副学長代理（コミュニケーション・広報担当）などを歴任した。

## 概要
高エネルギー物理学実験を専門とする高知県出身の物理学者である。沖縄科学技術大学院大学副学長代理（コミュニケーション・広報担当）などを務めた。

## 来歴

### 生い立ち
1983年、筑波大学第一学群自然学類卒業。1988年、筑波大学大学院博士課程物理学研究科単位取得退学。

### 物理学者として
その後、筑波大学準研究員、日本学術振興会特別研究員、高エネルギー物理学研究所助手、高エネルギー加速器研究機構広報室助教授を経て、沖縄科学技術大学院大学副学長代理。理学博士。
1992年9月30日、文部省高エネルギー物理学研究所計算科学センター（現高エネルギー加速器研究機構）のサーバ上に日本最初のホームページ「KEK Information」を設置した。

## 趣味
読書、天文学、スキー、インラインスケート。